# پی پر
پی پر، روستایی از توابع بخش مرکزی شهرستان خمیر در استان هرمزگان ایران است. و در حال حاضر طبق سرشماری سال 95دارای سه خانوار میباشد.

## جمعیت
این روستا در دهستان کهورستان قرار دارد و براساس سرشماری مرکز آمار ایران در سال ۱۳۸۵، جمعیت آن ۴۵ نفر (۸خانوار) بوده‌است.